# Elena Radu
Elena Radu (Pogoanele, 24 marzo 1975) è un'ex canoista romena. Vinse la medaglia di bronzo di Giochi olimpici di Sydney 2000 nel K-4 500 metri, composto da lei, Raluca Ioniţă, Mariana Limbău e Sanda Toma.

## Palmarès
- Giochi olimpici
- Sydney 2000: bronzo nel K-4 500 m